# Ligne de Lyon-Saint-Clair à Bourg-en-Bresse
La ligne de Lyon-Saint-Clair à Bourg-en-Bresse, également connue sous l'appellation de ligne des Dombes, est une ligne ferroviaire française à écartement standard de la région Auvergne-Rhône-Alpes. Au départ de Lyon, elle dessert d'abord le nord-est de l’agglomération (zones urbanisées de Sathonay-Camp et de Rillieux-la-Pape). Elle traverse ensuite le plateau des Échets, gagne la Dombes, célèbre pour ses étangs, et atteint finalement Bourg-en-Bresse.
Elle constitue la ligne no 886 000 du réseau ferré national.

## Histoire

### Construction
La ligne de Sathonay à Bourg, avec éventuellement des raccordements sur les lignes de Lyon à Genève et de Paris à Lyon, est concédée à Messieurs François Barthélemy Arlès-Dufour, Henri Germain et Victor-Amédée Sellier par une convention signée avec le ministre des Travaux Publics le 1er avril 1863. Cette convention est approuvée par un décret impérial du 25 juillet 1864. La Compagnie de la Dombes est créée le 2 septembre 1864 par Louis Frémy, gouverneur du crédit foncier, François Barthélemy Arlès-Dufour, Alexandre Bodin, député au Corps législatif, Comte Le Hon (Léopold), député au Corps législatif, Félix Mangini, Amédée Sellier et Lucien Mangini. Elle est autorisée par décret impérial qui entérine sa substitution aux concessionnaires initiaux le 17 septembre suivant.
La Compagnie de la Dombes obtient d'établir leur tête de ligne en gare de la Croix-Rousse, en empruntant, moyennant péage, la courte ligne de la Croix-Rousse à Sathonay, ouverte en 1863 par la Compagnie du Chemin de fer de Lyon Croix-Rousse à Sathonay,.
Le 1er septembre 1866, la Compagnie inaugure la section de Sathonay à Bourg-en-Bresse.
Par une convention du 28 février 1872, la Compagnie de la Dombes est fondue dans la Compagnie des Dombes et des chemins de fer du Sud-Est (DSE), fondée par les frères Mangini et dont le nom évoque les ambitions d'expansion. Cette convention est approuvée par décret le 7 mai suivant .
Le raccordement entre Sathonay et Lyon-Saint-Clair est déclaré d'utilité publique par un décret le 12 avril 1875 rendant sa concession définitive.
Mais malgré leurs efforts pour développer un réseau, les frères sont contraints à la capitulation face à la puissante Compagnie des chemins de fer de Paris à Lyon et à la Méditerranée (PLM). La convention de rachat de la Compagnie des Dombes et des chemins de fer du Sud-Est par la Compagnie des chemins de fer de Paris à Lyon et à la Méditerranée (PLM) signée le 28 juillet 1881 est approuvée par une convention signée entre le ministre des Travaux publics et la compagnie PLM le 26 mai 1883. Cette convention est approuvée par une loi le 20 novembre suivant.
La Compagnie des chemins de fer de Paris à Lyon et à la Méditerranée construit la portion de voie entre la gare de Sathonay et celle de Lyon Saint-Clair. Ce raccordement, réalisé via un tunnel et en rampe de 20 ‰, ouvre le 15 mai 1900 à titre provisoire pour les marchandises, et définitivement à tous trafics le 8 novembre suivant.

### Exploitation
La ligne est construite à voie unique : la seconde voie ne sera posée que plus tard.
À la fin de la Première Guerre mondiale, la seconde voie sera déposée sur ordre de l'Armée pour réutilisation des rails sur les lignes stratégiques situées près du front. Elle sera reposée dès le début des années 1920.
Le 10 septembre 1921, la gare des Échets est le théâtre d'un accident ferroviaire qui cause 39 morts et 60 blessés.
En 1943, les Allemands décident de supprimer (donc une seconde fois) l'une des deux voies. Toutefois, celle-ci ne sera cependant déposée entre Sathonay et Bourg qu'après 1945. Les rails récupérés seront réutilisés pour réparer d'autres lignes de chemin de fer dégradées lors de la Libération du pays.
L'utilisation de la gare de Lyon-Croix-Rousse pour le service des voyageurs cesse en 1953 à l'issue des travaux d'électrification du secteur Lyonnais (achèvement des sauts-de-mouton situés entre Lyon-Saint-Clair et Lyon-Brotteaux). Les trains Lyon - Bourg sont alors détournés via Ambérieu et la ligne de Lyon-Perrache à Genève (frontière), selon un itinéraire plus long de seize kilomètres, mais intégralement électrifié.
De nos jours, les travaux de doublement de la voie sur 20 km entre Les Échets et Villars-les-Dombes (avec création d'un terminus partiel pour les TER) sont terminés. La ligne est ouverte à nouveau en totalité depuis le vendredi 29 août 2008 à 22 h 00.
Au début des années 2000, il avait été envisagé de rétablir la 2e voie entre Sathonay et Les Échets, cependant, si le pont-rail qui traverse la LGV Rhone-Alpes est prévu pour cette éventualité, il n'en est pas de même pour celui franchissant l'autoroute A 46. Toutefois on observe sur les vues aériennes que, si les ponts franchissant la LGV Rhône-Alpes et l'A46 sont des ponts doubles dont l'un porte la voie ferrée et l'autre un chemin agricole, c'est le pont au-dessus de la D85/D71A (limite Rhône-Ain) qui est à voie unique.

## Caractéristiques

### Tracé

Carte de la ligne

La ligne débute à la gare de Bourg en Bresse.
Le premier arrêt étant à la gare de Servas - Lent en 6 ou 7 minutes.
La gare suivante est celle de Saint-Paul-de-Varax, atteinte en 4 minutes.
Puis celle de Marlieux - Châtillon en 5 minutes.
Puis la gare de Villars-les-Dombes en 5 ou 6 minutes.
Puis la gare de Saint-Marcel en Dombes en 5 minutes.
Puis la gare de Saint-André-de-Corcy en 3 ou 4 minutes.
Puis la gare de Mionnay en 3 ou 4 minutes.
Puis la gare des Échets en 2 ou 3 minutes.
Puis la gare de Sathonay - Rillieux entre 5 et 7 minutes.
Puis enfin la gare de Lyon-Part-Dieu entre 7 et 10 minutes.
Puis la gare de Lyon-Perrache en 8 ou 9 minutes (Terminus les week-ends, et à partir de 20h en semaine).
Et enfin la ligne atteint son terminus en gare de Lyon-Vaise en 5 ou 6 minutes.
Total de gares : 13.

### Cantonnement
(novembre 2009).
Si vous disposez d'ouvrages ou d'articles de référence ou si vous connaissez des sites web de qualité traitant du thème abordé ici, merci de compléter l'article en donnant les références utiles à sa vérifiabilité et en les liant à la section « Notes et références ».
À la fin du XIXe siècle, le PLM équipe la ligne du Block enclenché (Block PLM no 3).
De Sathonay à Bourg, il est remplacé vers la fin des années 1940 par le cantonnement téléphonique, le Block PLM ayant été entre-temps adapté pour la voie unique.
Le BM-VU est installé à la fin des années 1980 puis est très vite automatisé en BAPR-VB.
Le BAL à cantons longs (2,400 m) est installé depuis fin août 2008 sur les 20 km remis à double voie entre Les Échets et Villars-les-Dombes.

### Gares (exploitation en grande partie en voie unique)
Par économie, le nombre de gares de croisement est réduit dans les années 1960. Il ne subsiste dans les années 1970 que celles de Saint-André-de-Corcy et de Villars-les-Dombes. En raison de l'augmentation du trafic, la voie de croisement de Saint-Paul-de-Varax a été rétablie au début des années 1990. La gare de croisement de Saint-André-de-Corcy n'existe plus depuis fin août 2008 car située sur le tronçon remis à double voie.
En somme, la ligne est en voie unique entre Bourg-en-Bresse et Saint-Paul-de-Varax qui est en gare de croisement, de Saint-Paul-de-Varax à Villars-les-Dombes qui est en gare de croisement également. La ligne passe en voie double de Villars-les-Dombes aux Echets, puis de nouveau en voie unique entre les Echets et Sathonay - Rillieux, puis de nouveau en voie double.

### Électrification
Entre Lyon-Saint-Clair et Sathonay, la ligne est électrifiée en 1500 V continu en 1981 pour permettre le passage des TGV en provenance de Paris. L'électrification du reste de la ligne n'est cependant toujours pas à l'ordre du jour ; elle reste exploitée sous traction thermique (TER diesel, B 81500). Un projet avait été évoqué au début des années 2000, mais resté sans suite, car le choix de la tension n'a pas pu être décidé (25 kV, ou 1500 V continu). Le coût avait été étudié et était sensiblement le même entre les 2 systèmes. Avec l'usage généralisé des B 81500, le changement de mode est envisageable à terme, aux alentours de Sathonay, lorsque l'EMT de Lyon-Vaise qui gère ces engins, aura autorisé ce mode d'exploitation, ce qui nécessite une signalisation spéciale sur la voie.